# Szívlevelű szivarfa
A szívlevelű szivarfa (Catalpa bignonioides) az ajakosvirágúak (Lamiales) rendjébe sorolt szivarfafélék (Bignoniaceae) családjának egyik faja. Egyéb nevei: szívlevelű trombitafa, vagy egyszerűen szivarfa.
Nemzetségének típusfaja.

## Származása, elterjedése
Az Amerikai Egyesült Államok délkeleti részéről származik Georgia, Alabama, Florida, Mississippi.

## Megjelenése, felépítése
Közepes termetű, 15–18 méter magasra megnövő fa. A termesztett, dísznövénynek nevelt fajták magassága általában 10 méter alatt marad.
Koronája jellegzetesen nagyon széles és nyitott. Törzse rendszerint elhajlik, ágai görbék. A narancssárgától a rózsaszíne barnáig változó, ritkábban barnásszürke kérge pikkelyesen hámlik. Vesszői szürkésbarnák.
1,5 mm-es levélrügyei átellenesen vagy hármas örvökben állnak úgy, hogy a legfelső rügyek az elhalt hajtáscsúcs csonkját veszik körül. Nagy, megdörzsölve kellemetlen szagú levelei ennek megfelelően többnyire hármasával, örvökben fejlődnek. A világoszöld, 20–30 cm hosszú, 15–20 cm széles, tojásdad vagy a vállaiknál kissé szív alakú levelei hirtelen keskenyednek el egy kb. 1 cm széles csúcsba. A csemetéken gyakrabban, a kifejlett fák levelein ritkábban kis oldalsó karéjok is láthatóak. A levelek fonáka sűrűn szőrös, a levélnyél kopasz.
Virágai bugavirágzatot alkotnak, az egye virágok 5 cm-esek, belül sárgán foltos fehérek. Pirospettyes pártája karéjos, forrt.
Termése kb. 30 cm hosszú , 8–10 mm átmérőjű vékony tok. Magjai világosbarna színűek, szárnyasak, repítőszőreik is vannak.

## Életmódja, termőhelye
Lombhullató. 
Kedveli a vízzel jól ellátott talajokat. Szép ágrendszere csak szoliter fekvésben fejlődik igazán szépen. Az alapfaj szaporítható magról, a fajtákat félfás dugvánnyal vagy oltással szaporítják. Levéltetvek károsíthatják.
Vesszői gyorsan lekopaszodnak. Levelei későn, május vége felé hajtanak ki. Június-júliusban virágzik. Kezdetben vöröses árnyalatú levelei ősszel elszíneződés nélkül hullanak le. Termése egész télen a fán marad.

## Fajták és változatok
Sokfelé és gyakran ültetett dísznövény Budapesten is többfelé megtalálható.
Néhány fajtája:
- C. bignonioides 'Aurea'.[5] — sárga lombú, levelei ősszel halványzöldre színeződnek.[3]
- C. bignonioides 'Nana'[6] — az alapfaj törzsére oltott változat. levelei kisebbek, vékony hajtásai gömb lkú koronába állnak össze.[3]
- C. erubescens 'Purpurea' syn. C. bignonioides 'Purpurea' lila levelű hibrid,[7]

## Képek

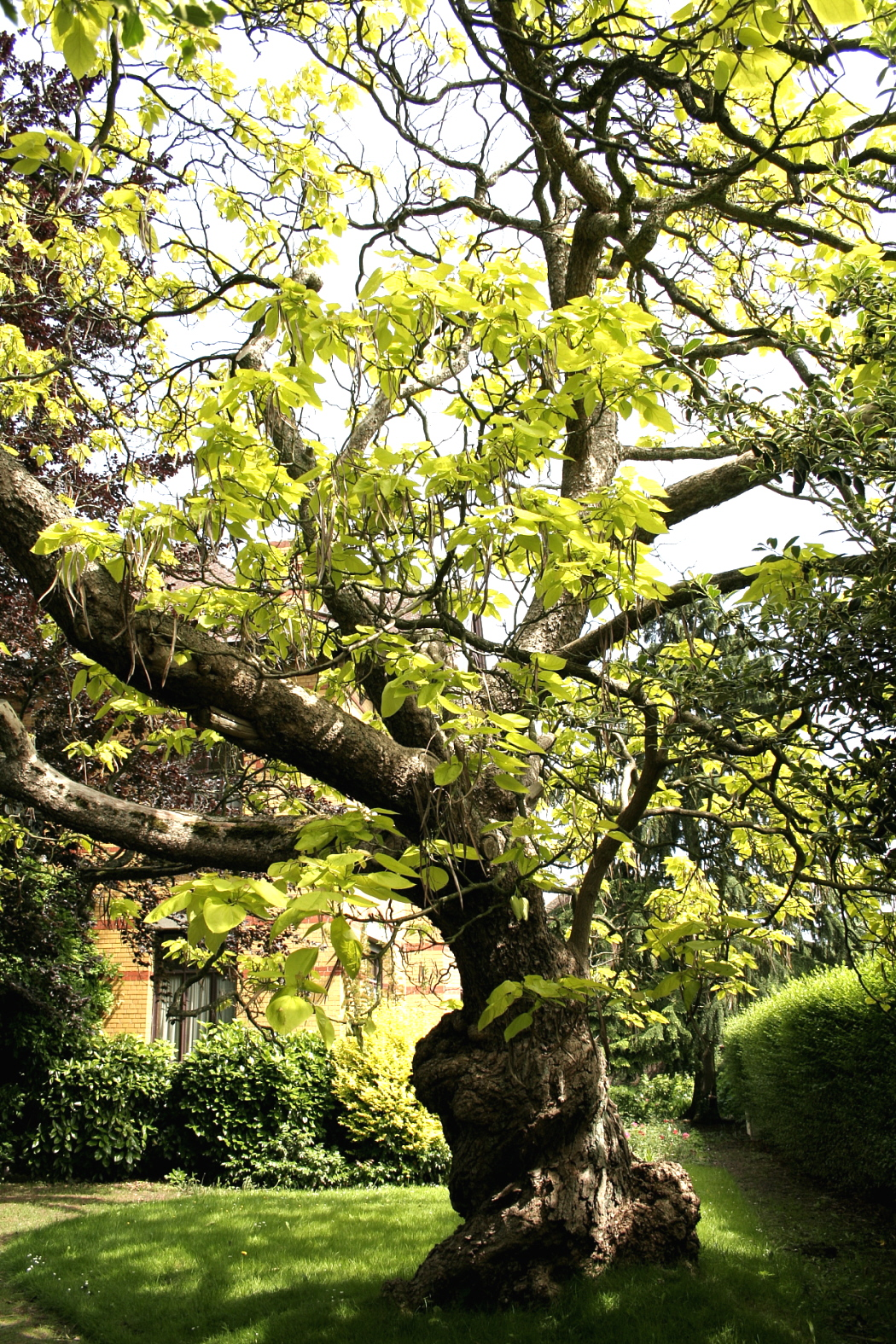
Catalpa bignonioides 'Aurea'
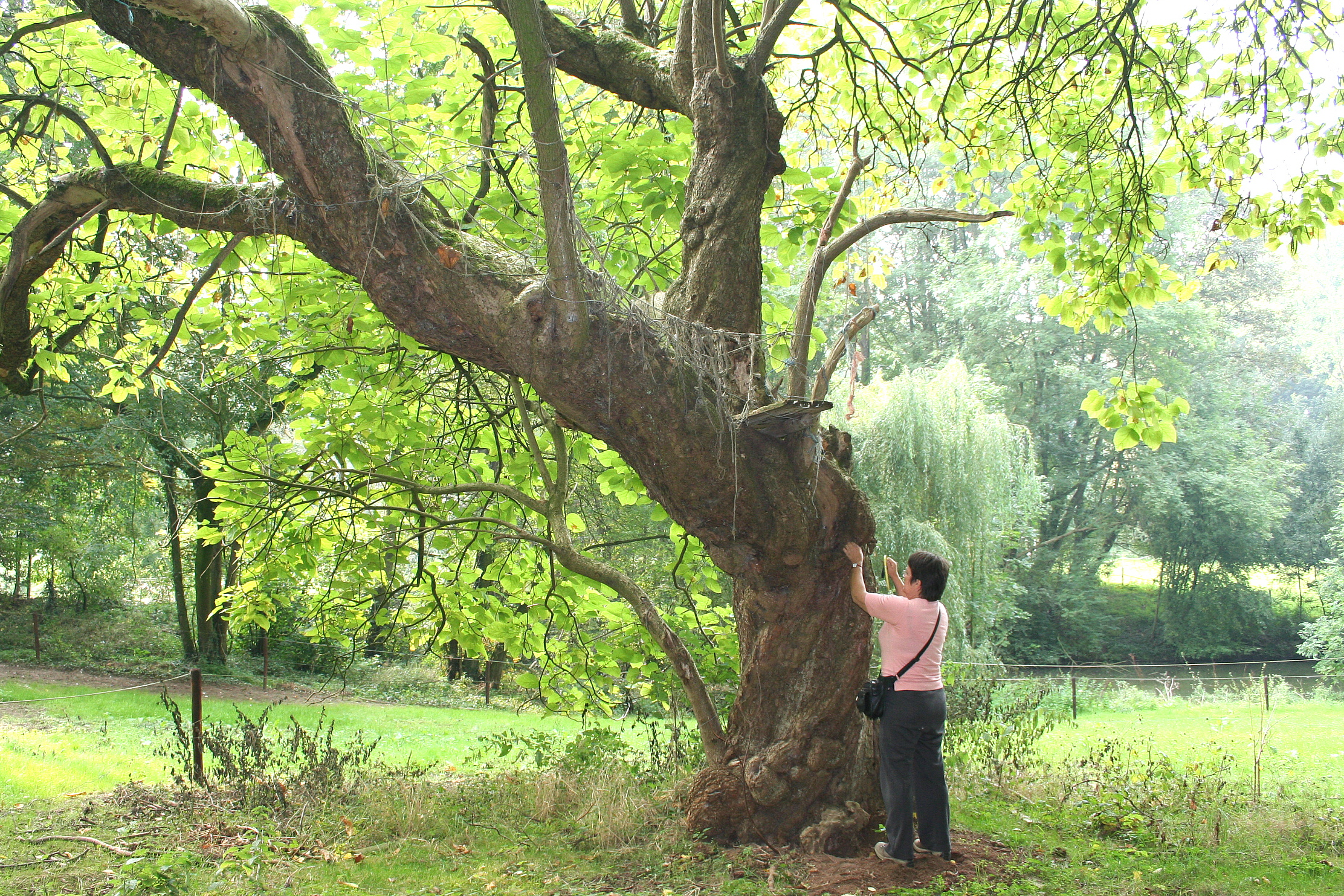
Catalpa bignonioides
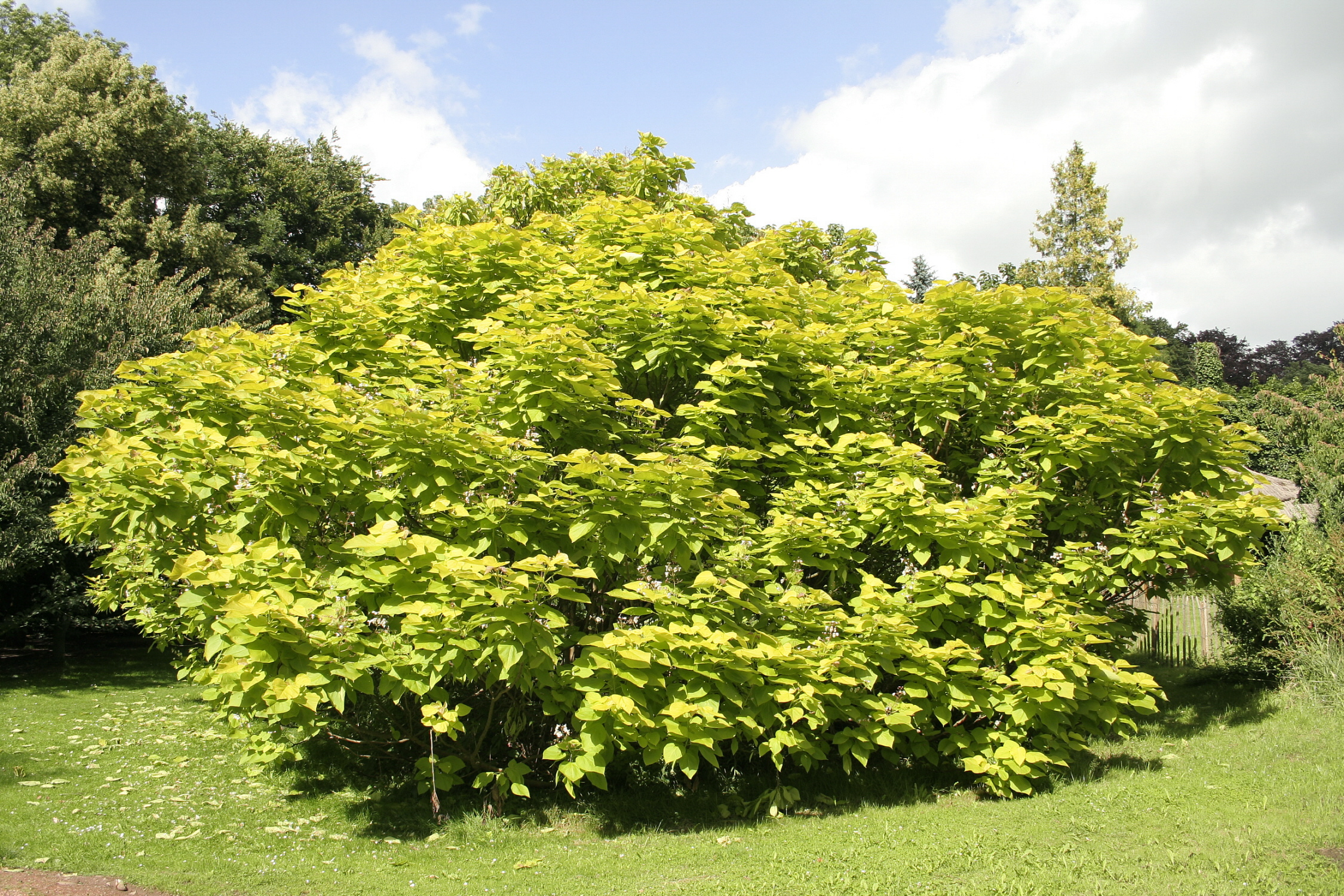
Catalpa bignonioides 'Aurea'

## Fordítás
- Ez a szócikk részben vagy egészben  a   Catalpa bignonioides című angol Wikipédia-szócikk ezen változatának fordításán alapul.  Az eredeti cikk szerkesztőit annak laptörténete sorolja fel. Ez a jelzés csupán a megfogalmazás eredetét és a szerzői jogokat jelzi, nem szolgál a cikkben szereplő információk forrásmegjelöléseként.